# Mahavelona (Atsinanana)
Mahavelona, ook bekend als Foulpointe, is een stad in Madagaskar, gelegen in de regio Atsinanana.

## Geografie
De stad ligt aan de oostkust van Madagaskar, ten zuiden van de monding van de rivier de Onibe. Mahavelona ligt aan de RN5, die de stad verbindt met Toamasina, dat 60 kilometer ten zuiden ligt. Een koraalrif dat 150 meter uit de kust ligt breekt de golven van de Indische Oceaan, wat het strand geschikt maakt voor toerisme.

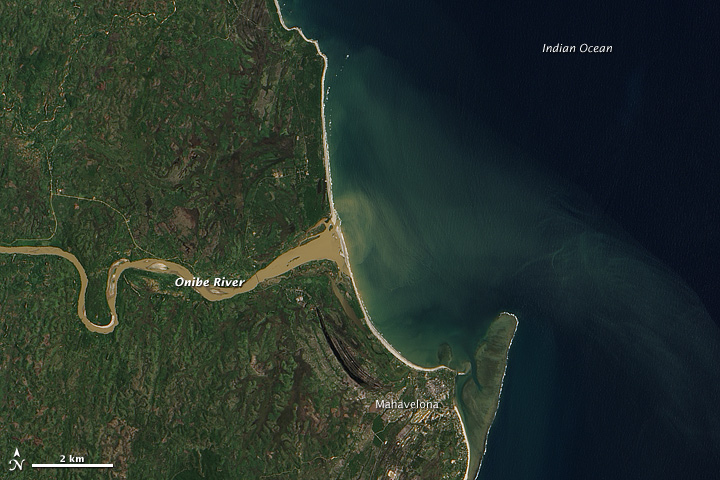
Ligging van Mahavelona ten opzichte van Onibe

## Geschiedenis
Voorheen werd de plaats ook wel Andranonampango genoemd. Koning Radama I bouwde er een fort, met hierin een keuken, een gevangenis en een militaire kazerne. In 1829 stuitte het Franse leger hier op het koninklijke leger van koningin Ranavalona I, die erin slaagde om de Fransen te verdrijven. In 1834 liet Ranavalona stenen versterkingen bouwen rond Mahavelona. Ook was Mahavelona in de achttiende eeuw, als opvolger van de Baai van Antongil en voorloper van de Toamasina, het centrum van de slavenhandel in de zuidwestelijke Indische Oceaan. 
Tot 1 oktober 2009 lag Mahavelona in de provincie Toamasina. Deze werd echter opgeheven en vervangen door de regio Atsinanana. Tijdens deze wijziging werden alle autonome provincies opgeheven en vervangen door de in totaal 22 regio's van Madagaskar.